# Хлебницький потік
Хлебницький потік (словац. Chlebnický potok) — річка в Словаччині; ліва притока Орави. Протікає в окрузі Дольни Кубін.
Довжина — 11 км. Витікає в масиві Скорушинські гори (схил гори Блато) — на висоті 970 метрів біля села Мале Борове. Впадає Малатінський потік.
Протікає селами Хлебниці; Длга над Оравоу і територією Седляцкої Дубової. Впадає в Ораву на висоті 521 метр.